# Krister Kinell
Krister Kinell, född 24 september 1953, död 13 februari 2019 i Linköping, var en svensk professionell golfspelare och gymnastiklärare. Han var en av de första svenska spelarna på PGA European Tour och utsågs till Årets golfare år 1981. Kinell var tillsammans med Ove Sellberg och Magnus Persson en del av sponsorsatsningen Team SAAB.